# 碧云寺 (北京市)
39°59′53″N 116°11′23″E / 39.998098°N 116.189656°E
碧云寺，位于北京市海淀区香山公园内北部，是一座汉传佛教寺院。

## 历史

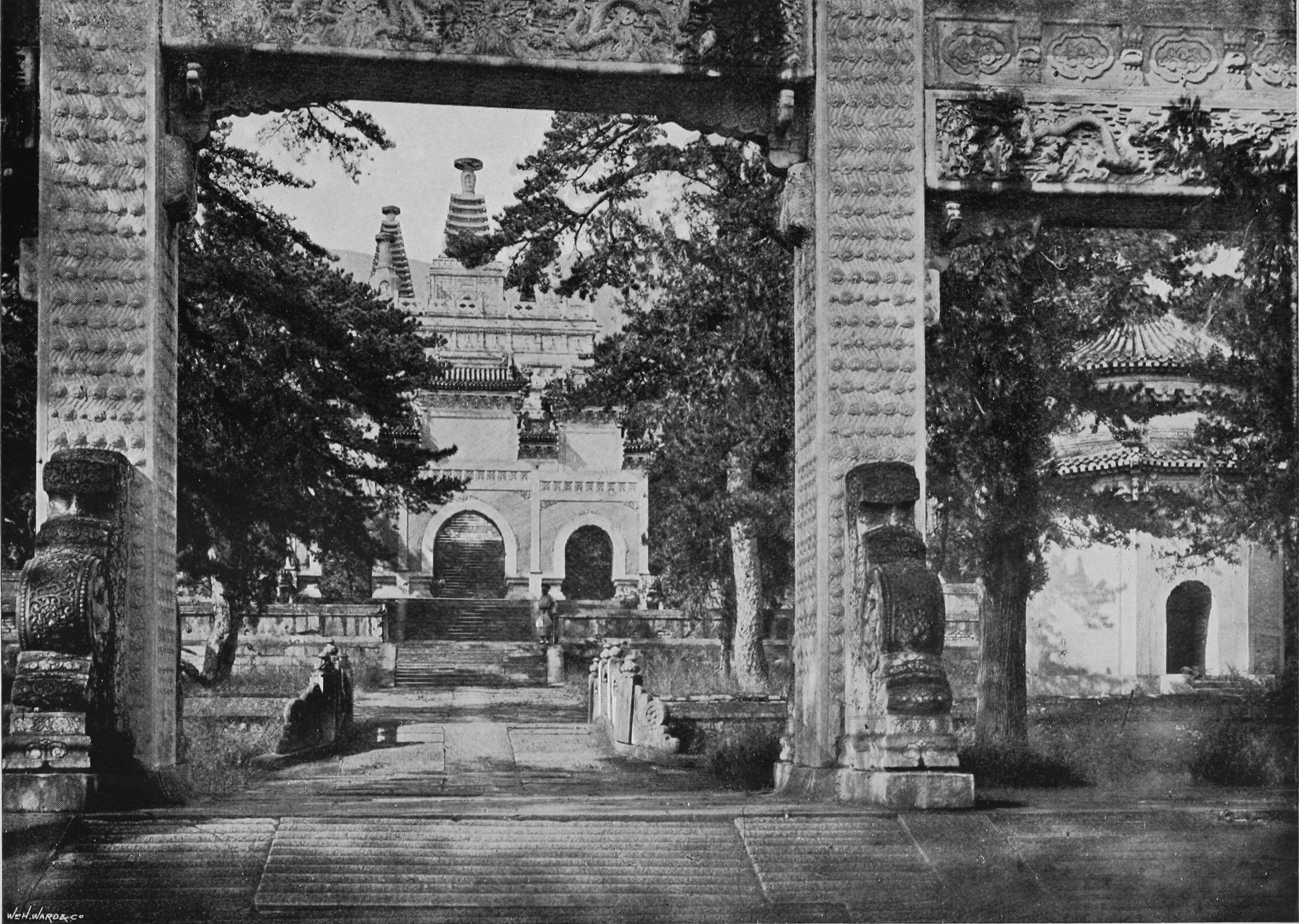
1871年到1872年間拍攝的金刚宝座塔及石牌坊、碑亭

碧云寺位于香山东麓，原静宜园以北（不属于静宜园）。碧云寺始建于元朝至顺二年（1331年），据传是元朝开国元勋耶律楚材的后代阿勒弥（另一说法为“阿里吉”）舍宅为寺，当时叫“碧云庵”。明朝正德九年（1514年），御马监经看中此地的风水，出资扩建，并在后山上挖建墓穴；墓未挖好，他便在嘉靖初年因贪污事发而锒铛入狱，死于狱中。到明朝天启三年（1623年），大宦官魏忠贤又出资扩建碧云寺，并将于经未能使用的墓穴规模扩大，结果没有用成便因罪大恶极而在崇祯初年自缢后被戮尸。崇祯十七年（1644年），魏忠贤的党羽葛九思随清军进入北京，将魏忠贤的衣冠葬在墓中，成为魏忠贤衣冠冢。

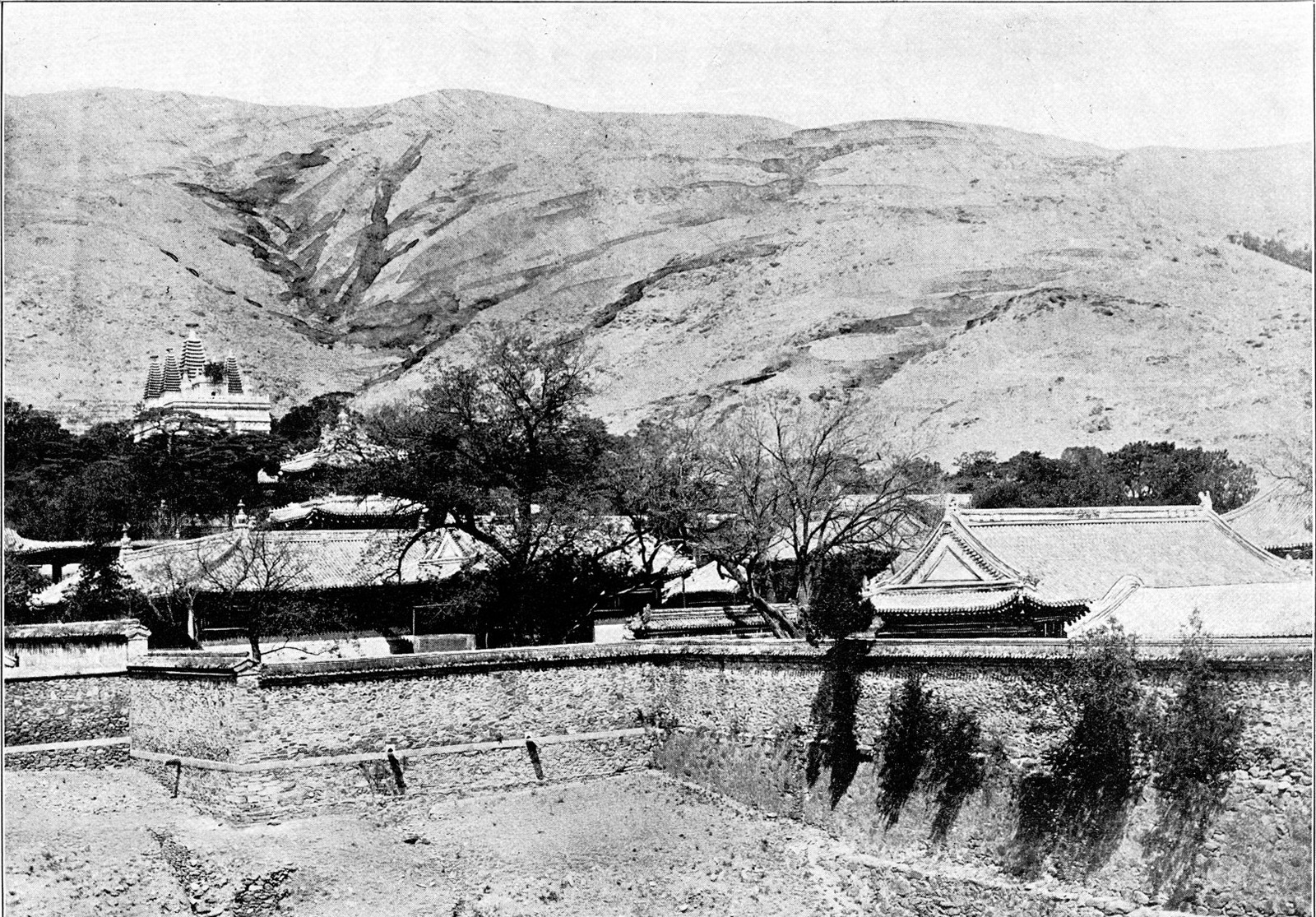
1906年《Peking》中的碧云寺

清朝康熙四十年（1704年），江南道监察御史张瑗奉命巡视西山时，起初将之当作前朝皇帝的陵寝，后来得知是魏忠贤衣冠冢，遂于同年五月十二日上奏，五月二十二日诏平其坟。清朝乾隆十三年（1748年），乾隆帝在明朝的规模上又进行大规模的修葺和扩建，新建成金刚宝座塔、水泉院、罗汉堂等建筑，形成了如今的规模。
1925年3月，孙中山在北京逝世后，其灵柩曾在碧云寺超度。11月23日，国民党中央部分委员在碧云寺召开西山会议。
1950年代，碧云寺曾经是全国文联的休养所。1956年夏，全国文联组织“作家西北地区参观团”，冯至、朱光潜、常任侠、钟敬文等参加。同年8月末钟敬文回到北京后，曾在作为全国文联休养所的碧云寺小住，根据此次西北参观所收资料及见闻撰写文稿，同时写出《碧云寺的秋色》等散文。
1957年，碧云寺被北京市人民委员会列为第一批北京市文物保护单位。文化大革命期间，碧云寺受到很大破坏，1971年关闭。1979年重新开放后，经整修恢复原来的风貌。2001年，碧云寺被列为第五批全国重点文物保护单位。
2005年9月，碧云寺维修时，某施工单位在金刚宝座塔附近的施工现场挖出两具石翁仲和一对镇墓兽。石翁仲为汉白玉雕刻，真人大小，加上底座总高3米，一个为文官，一个为武将。经过文物专家考证，这些石刻是当年魏忠贤墓圹的遗物。这些石雕放置在水泉院南侧峭壁上方不远处，金刚宝座塔北侧。2013年初，碧云寺工作人员在巡查中发现碧云寺后门被撬开，其中这对镇墓兽丢失（两具石翁仲仍在原处），遂展开调查，但至今无果。

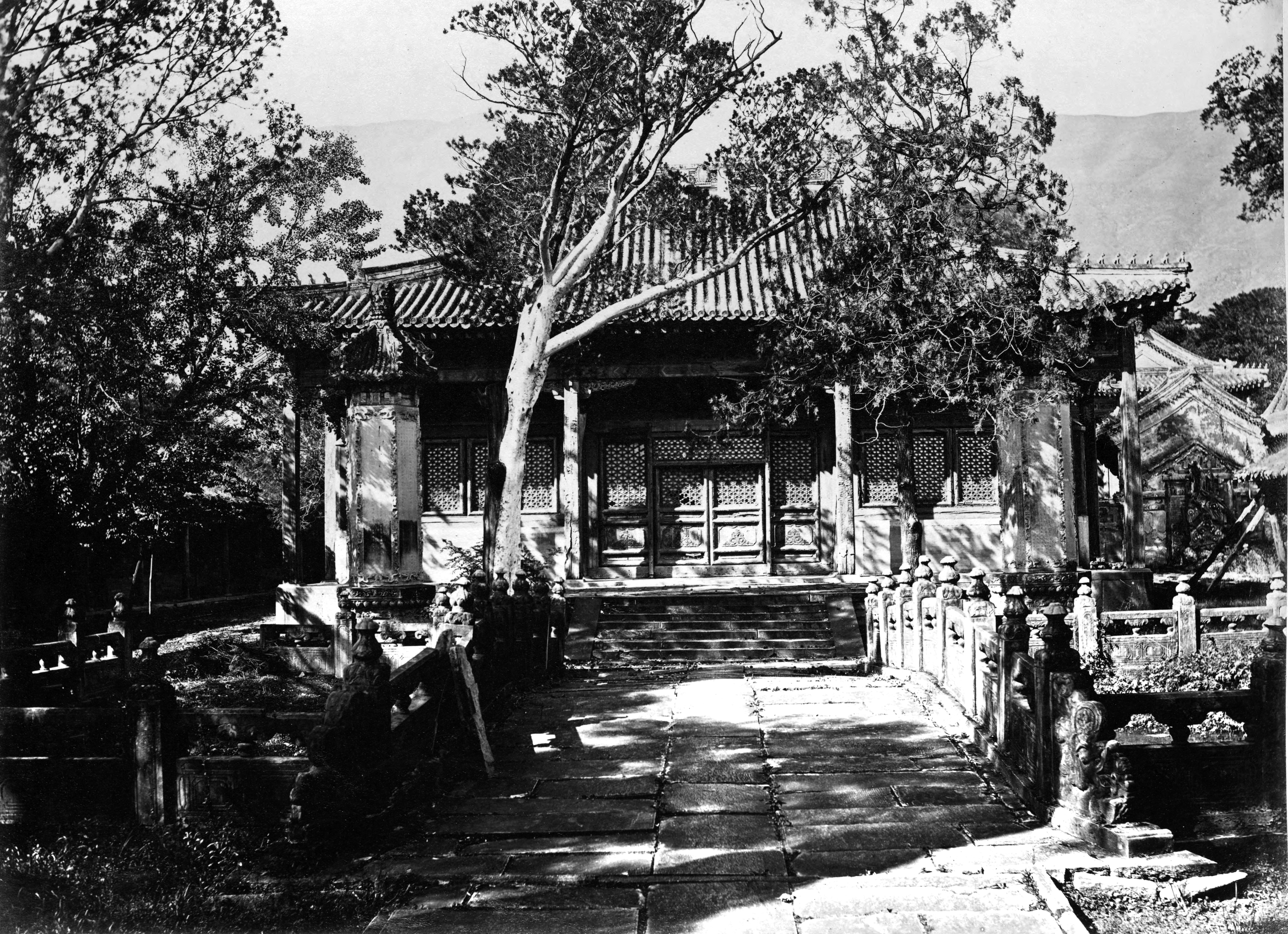
北京城外碧雲寺二頭門
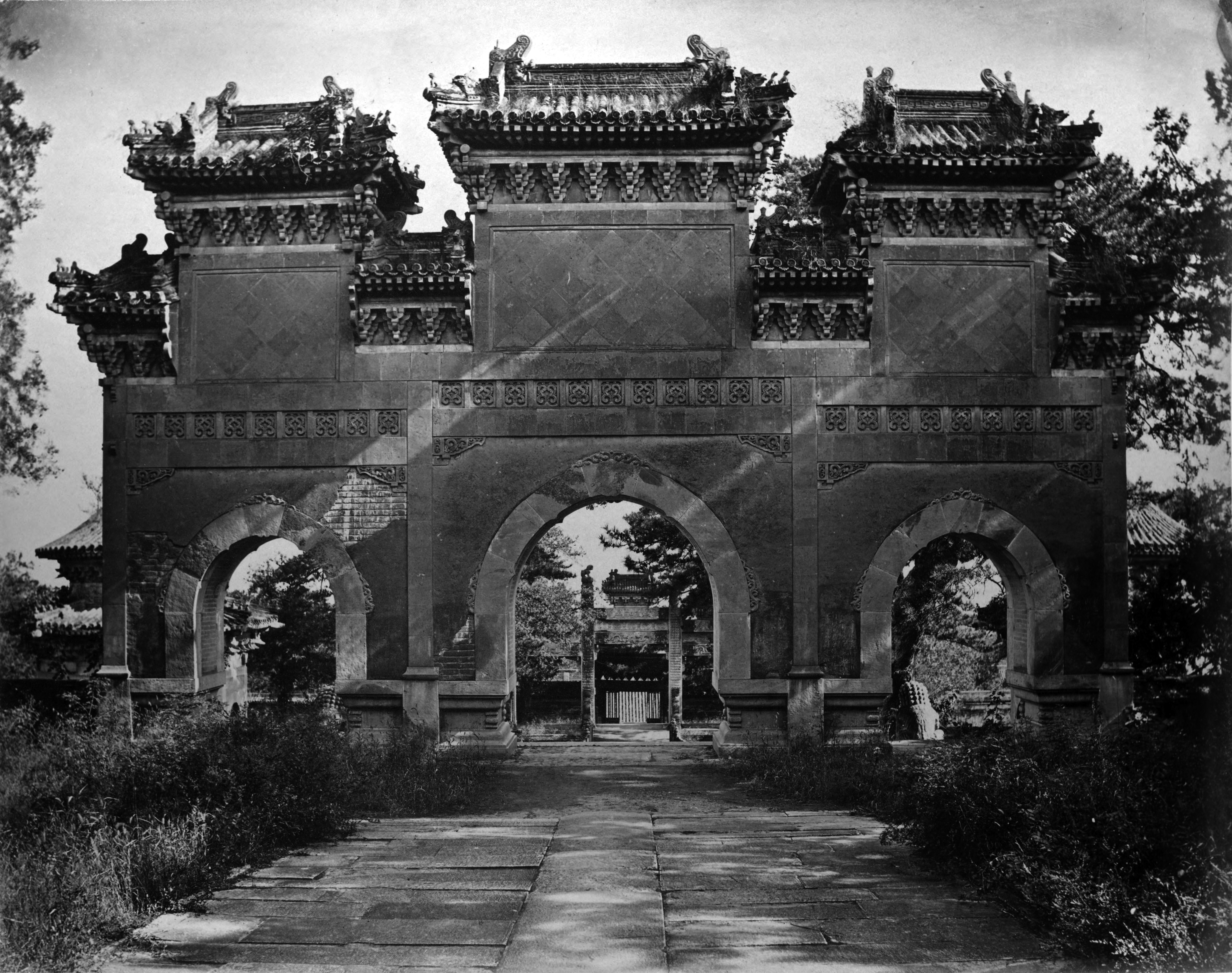
北京城外碧雲寺四層門
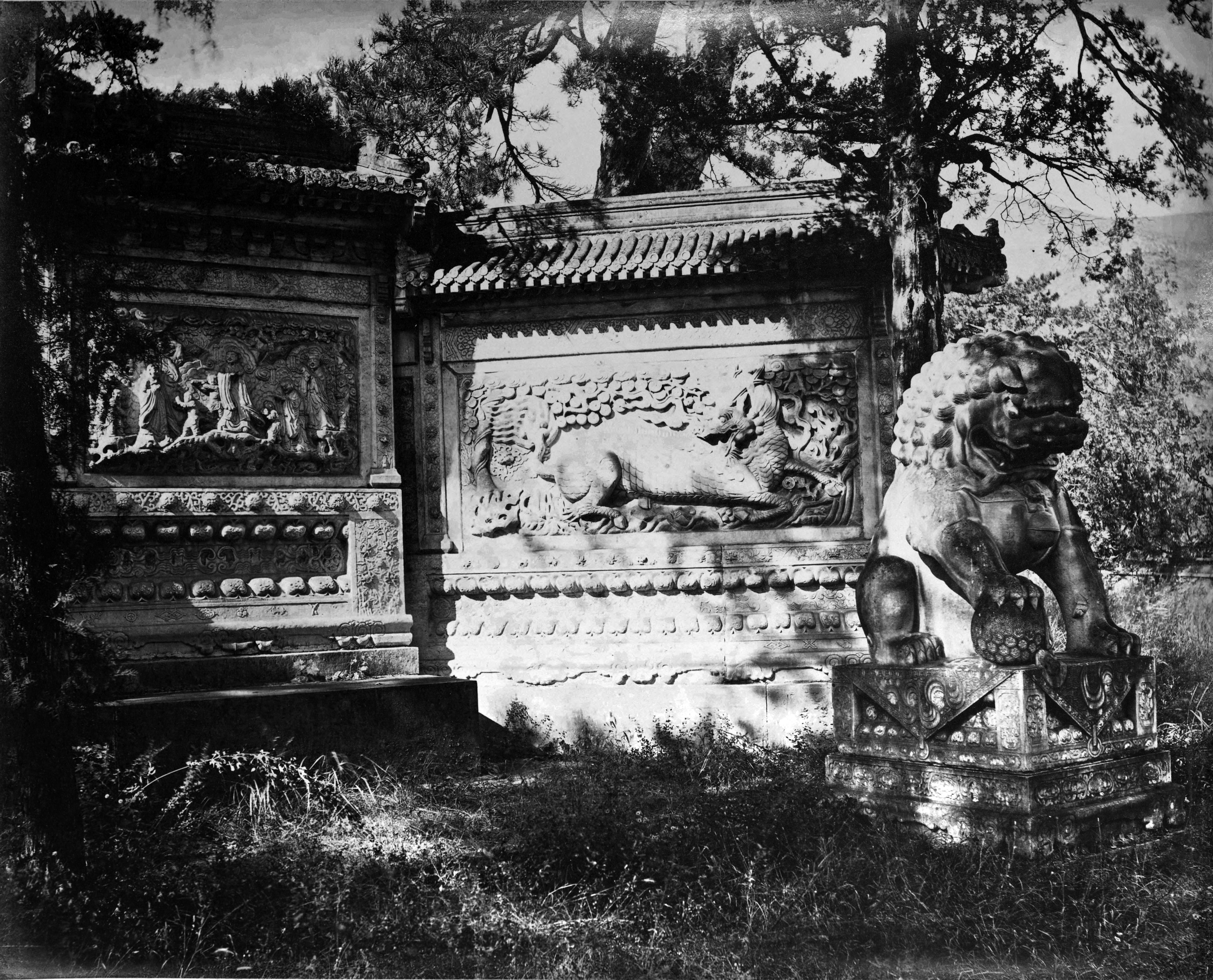
碧雲寺牌楼脚石狮人物俱係全石刻成
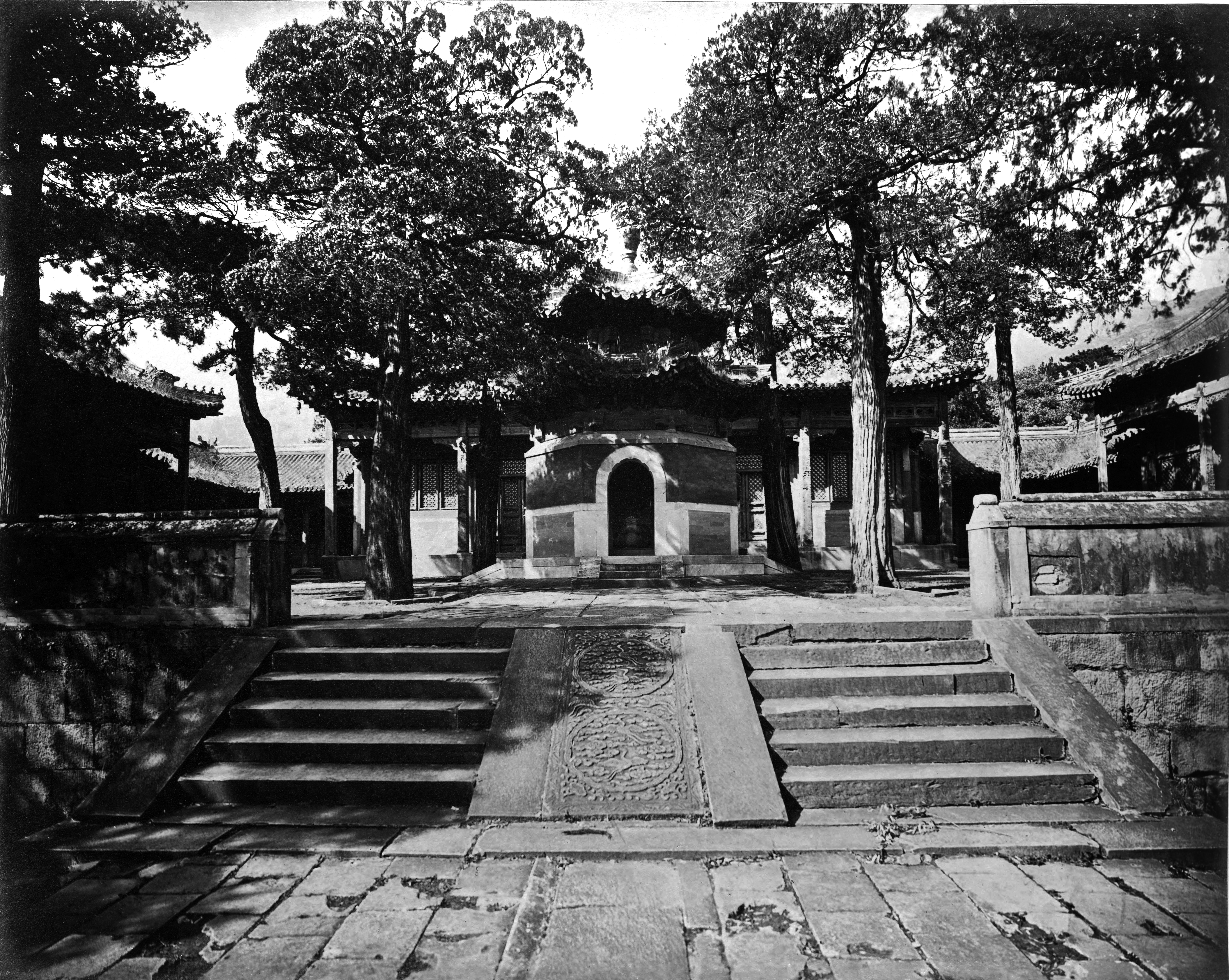
碧雲寺內御牌亭乃乾隆帝親筆畫下
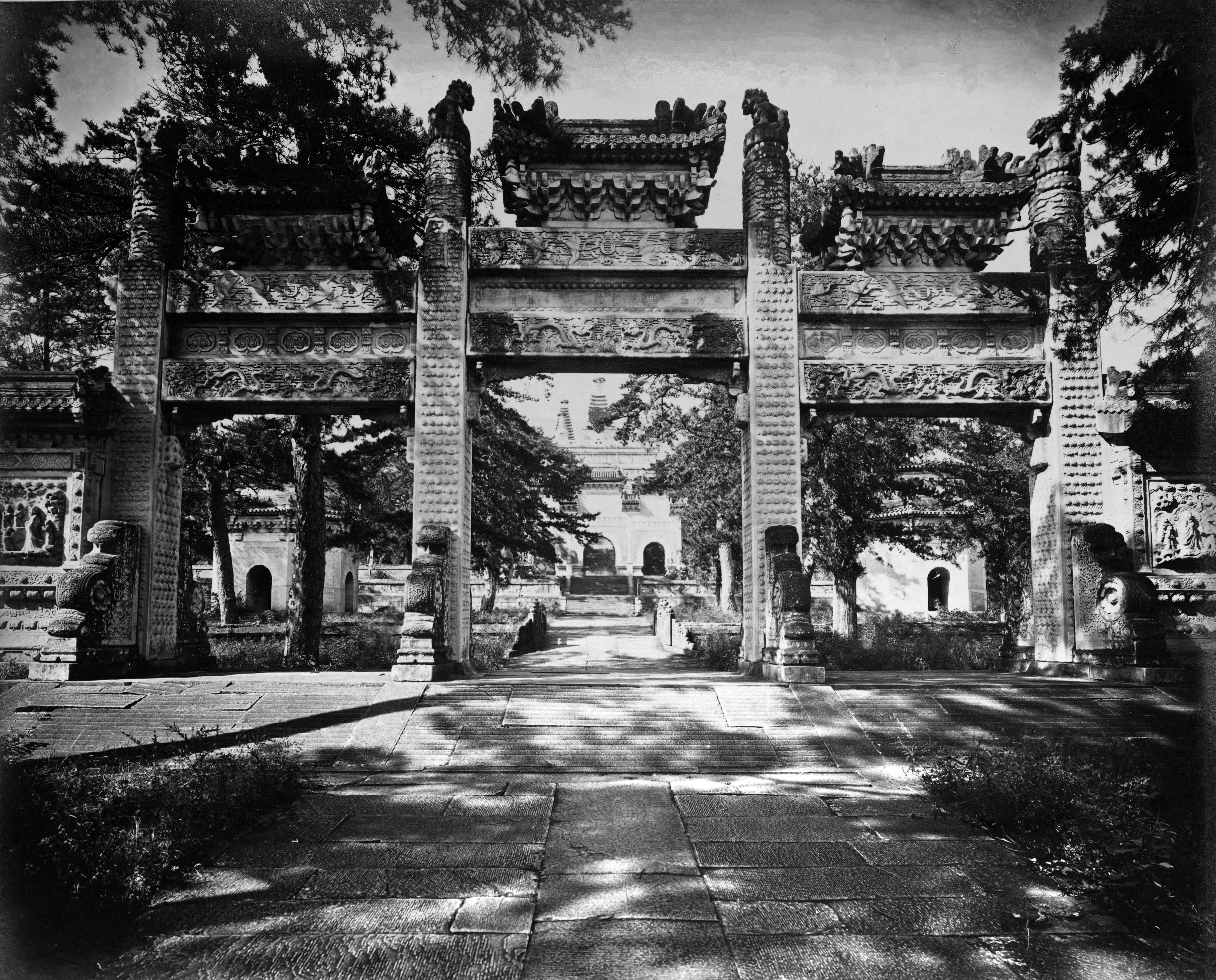
碧雲寺內牌楼石桂俱刻人物
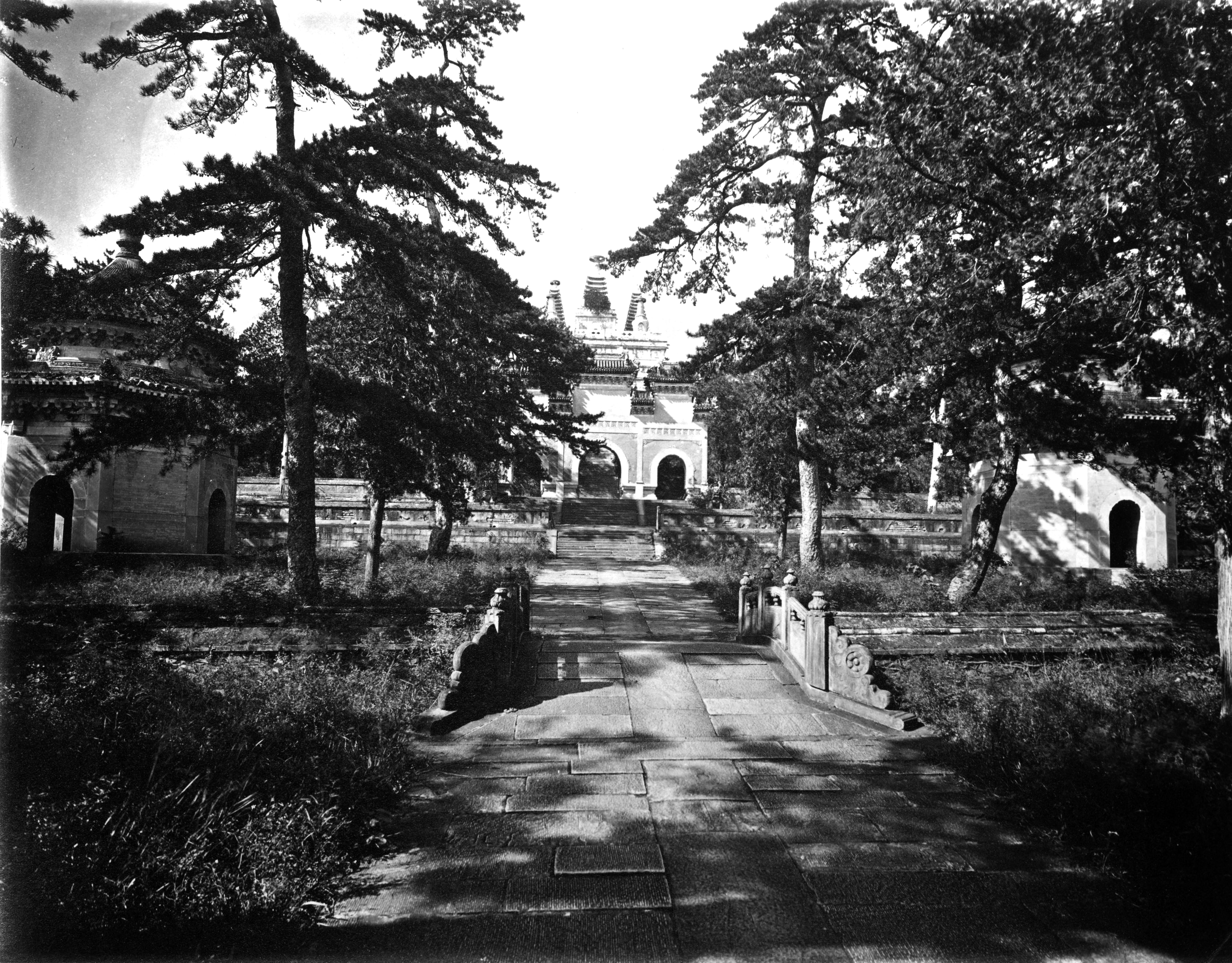
碧雲寺內在三門觀上五指塔
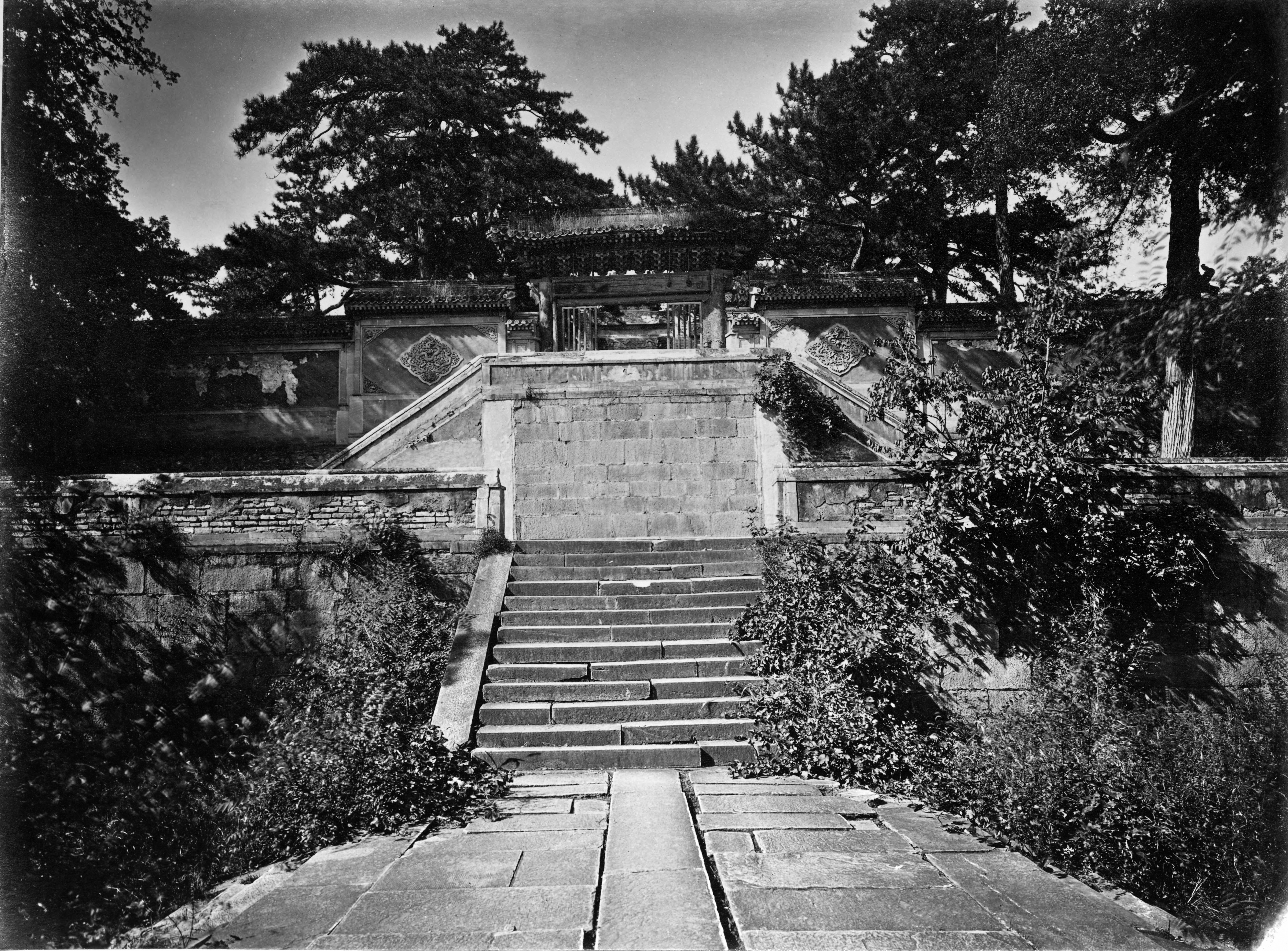
碧雲寺五指塔之頭門
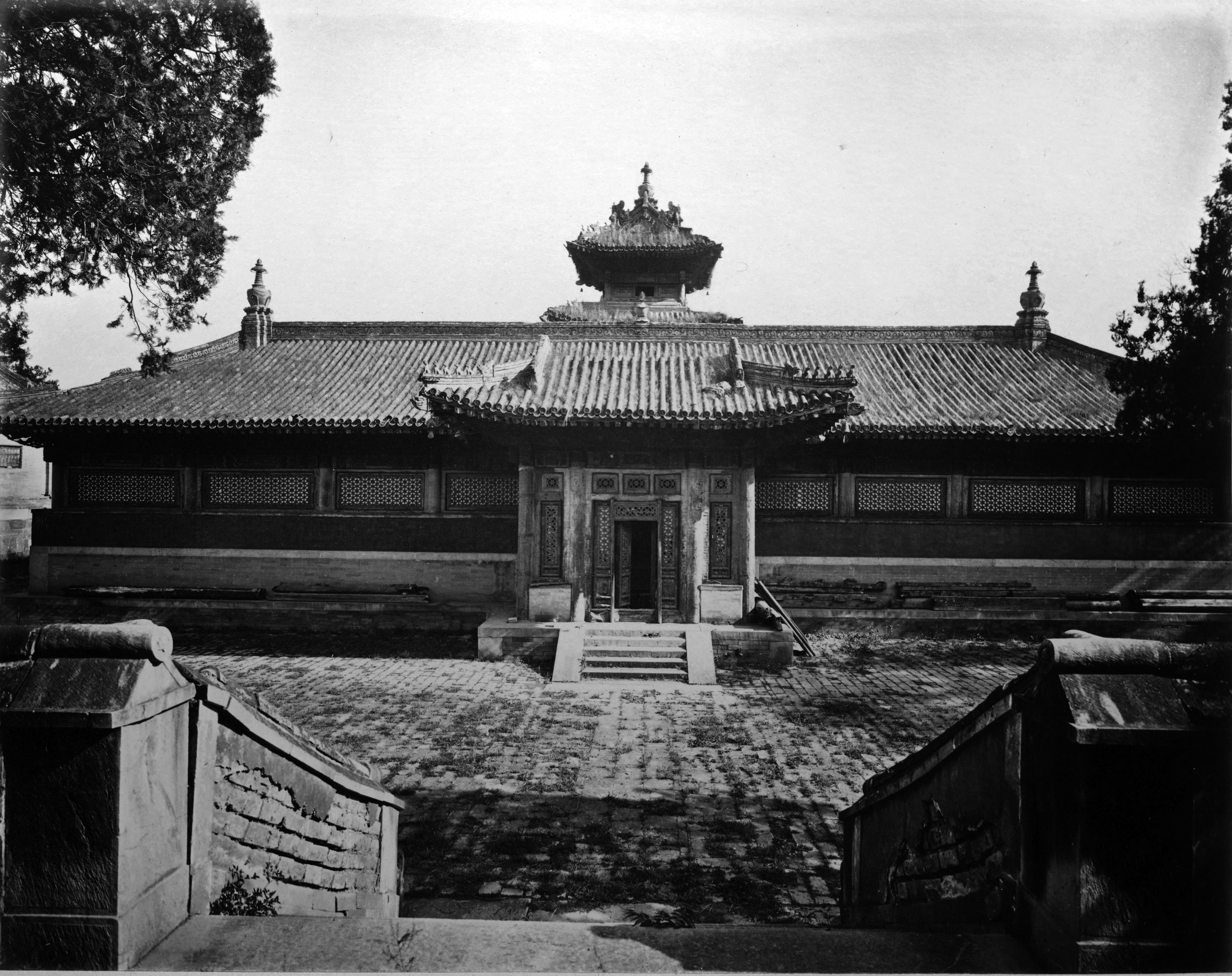
碧雲寺內羅漢堂堂內五百零八尊
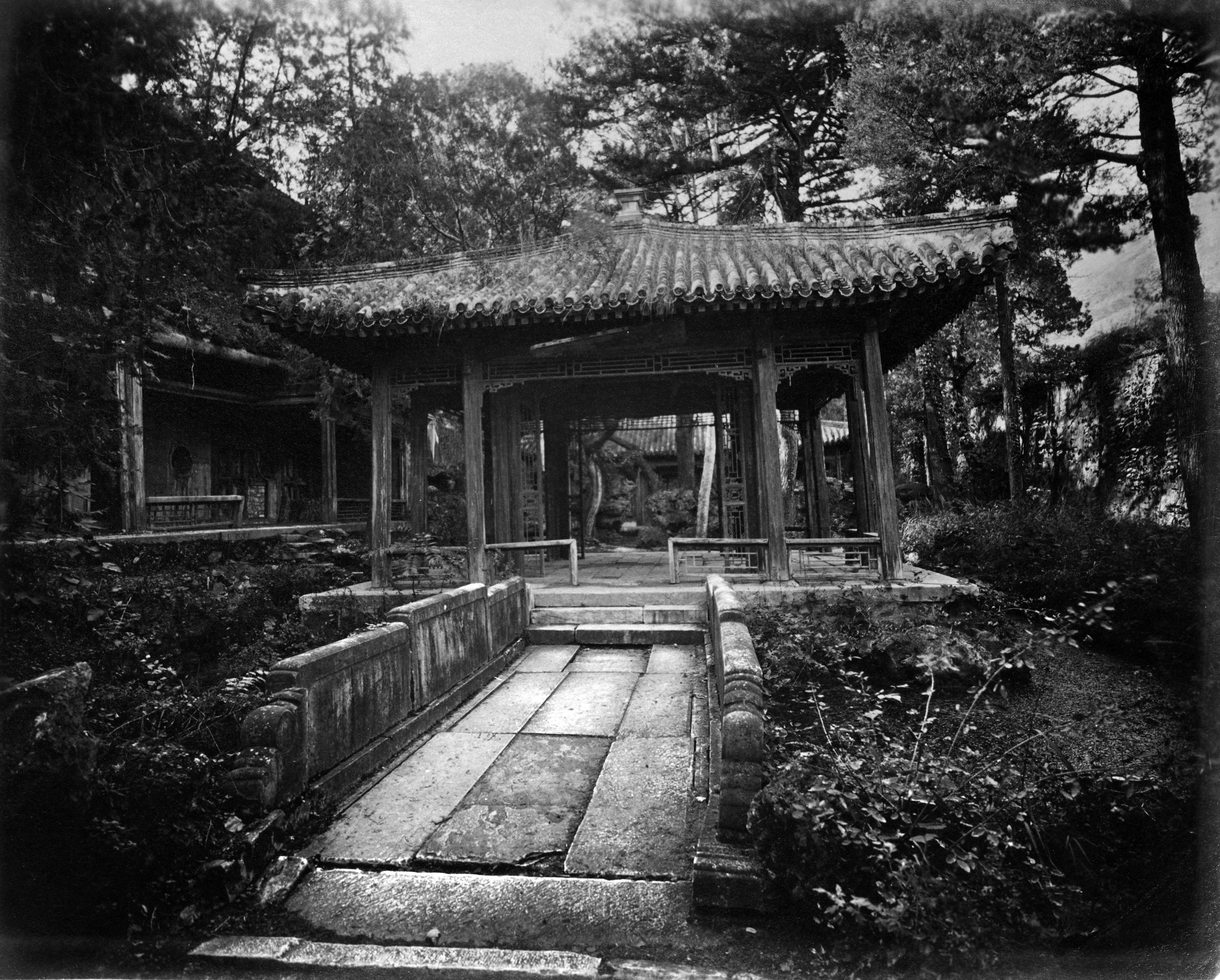
碧雲寺內茶亭乾隆帝在此飲茶
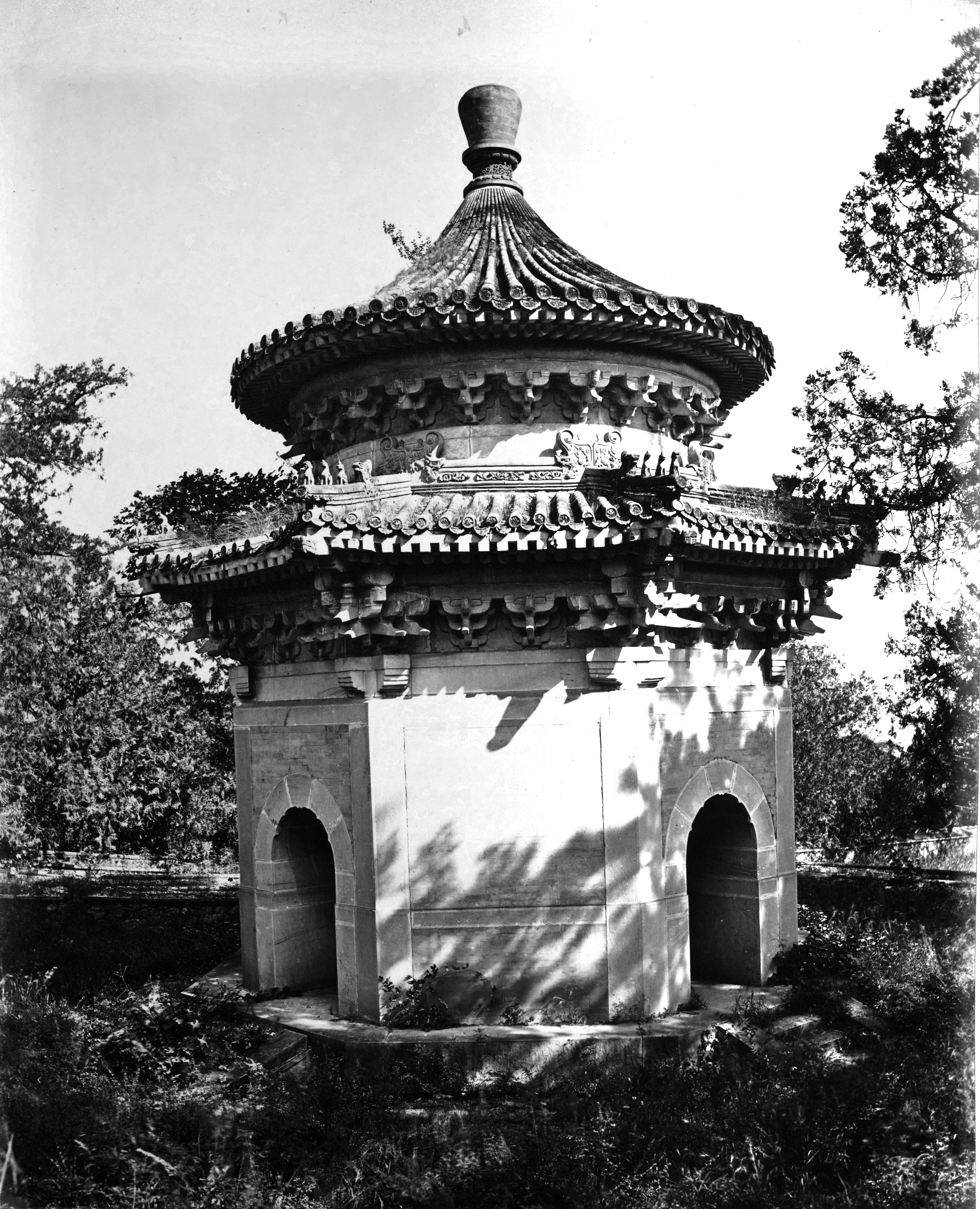
碧雲寺三門碑亭
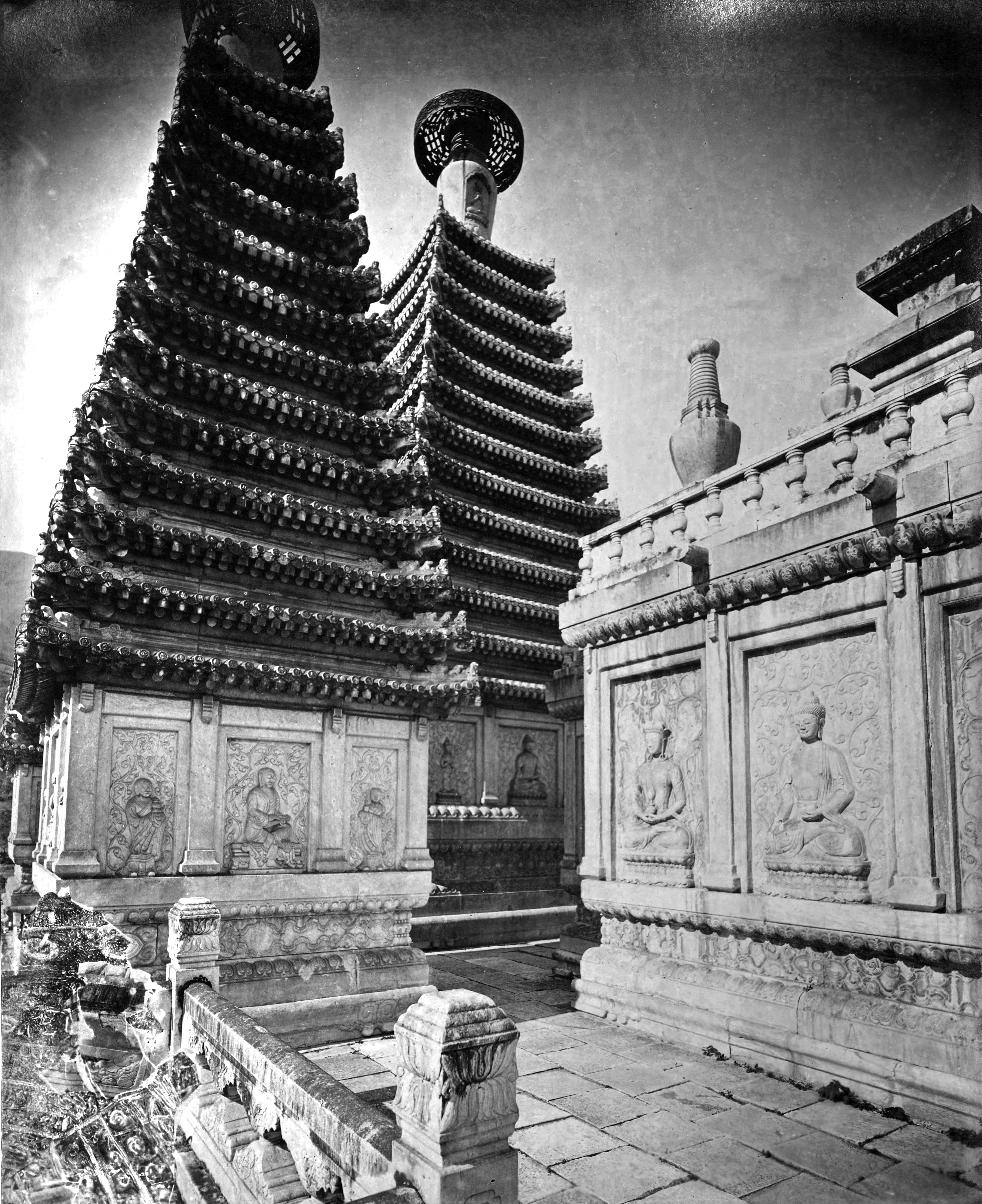
碧雲寺五指塔在塔脚照上之景
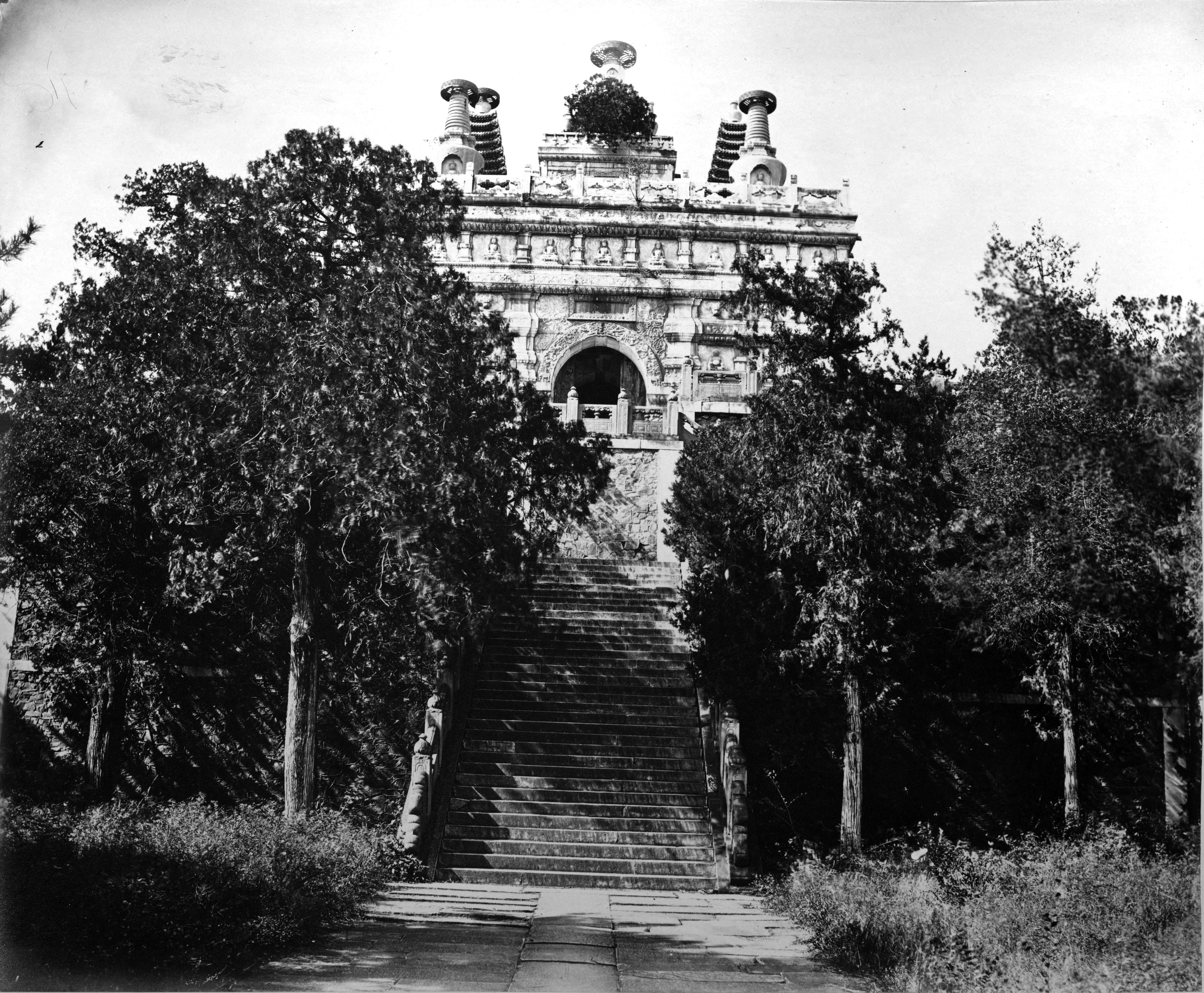
碧雲寺在石級下照上共計一百七十級
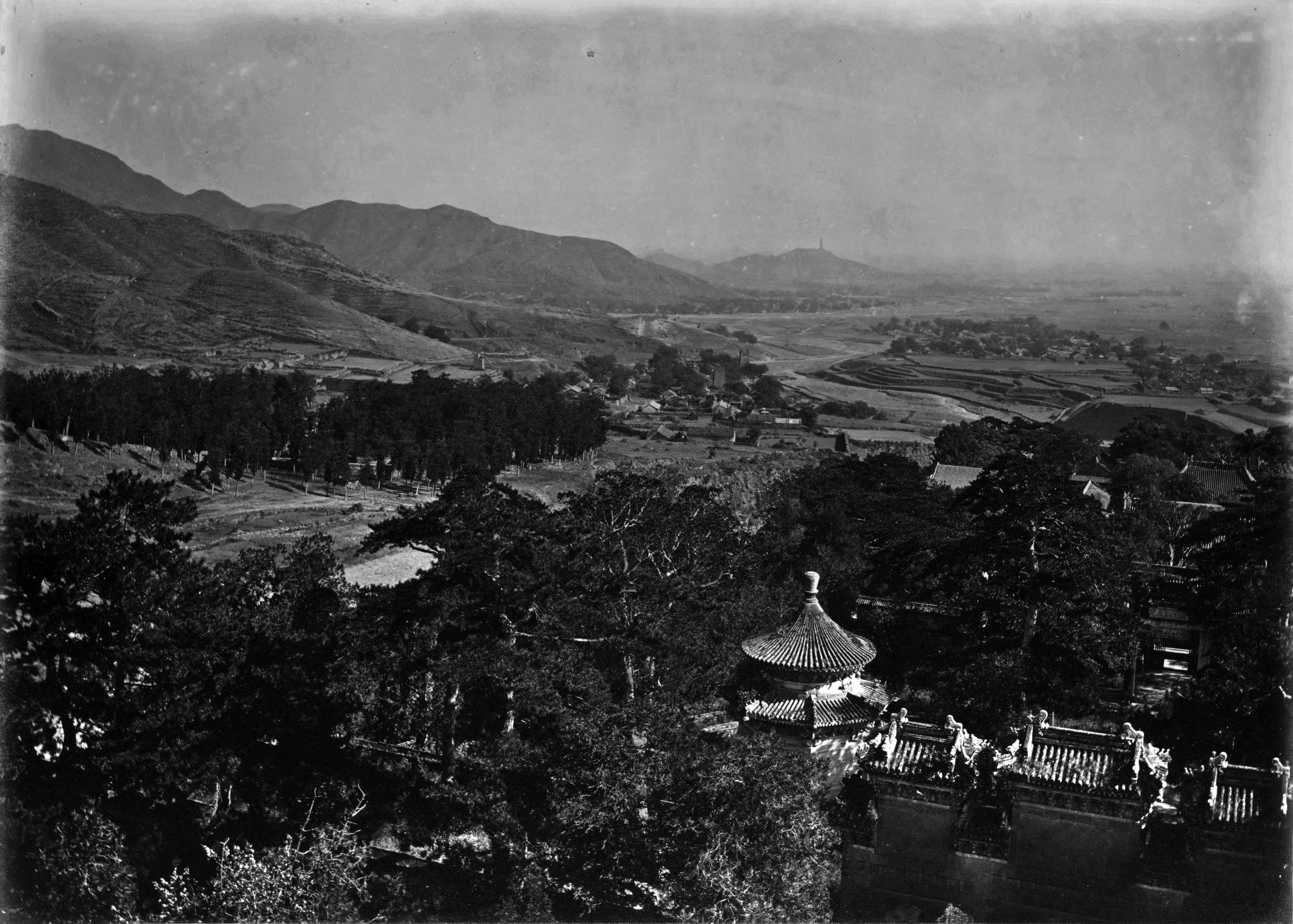
北京城外在碧雲寺塔頂照出玉泉山一帶（以上照片在1879年左右拍摄，来自《北京和周边照片相册》）

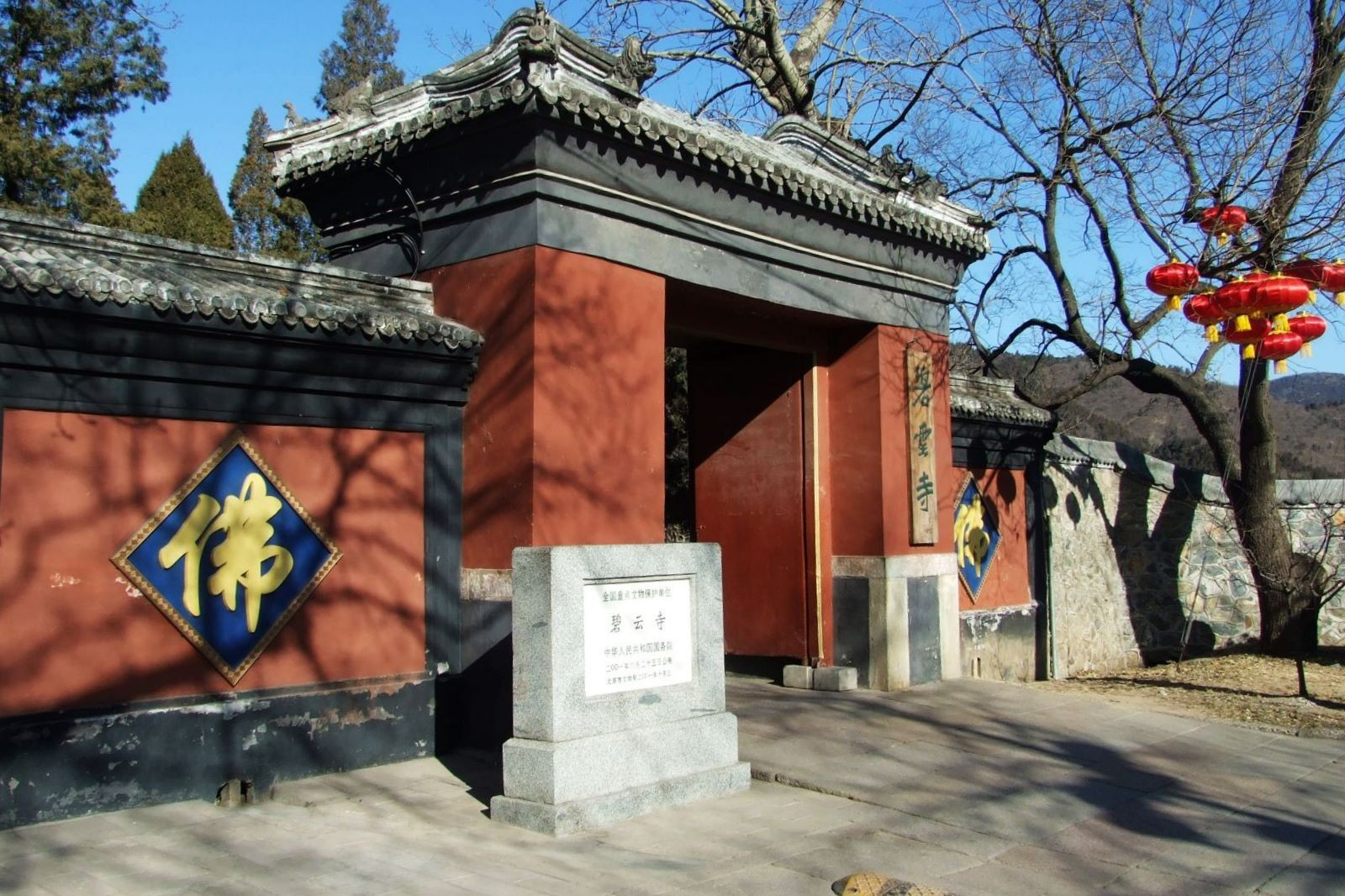
寺门
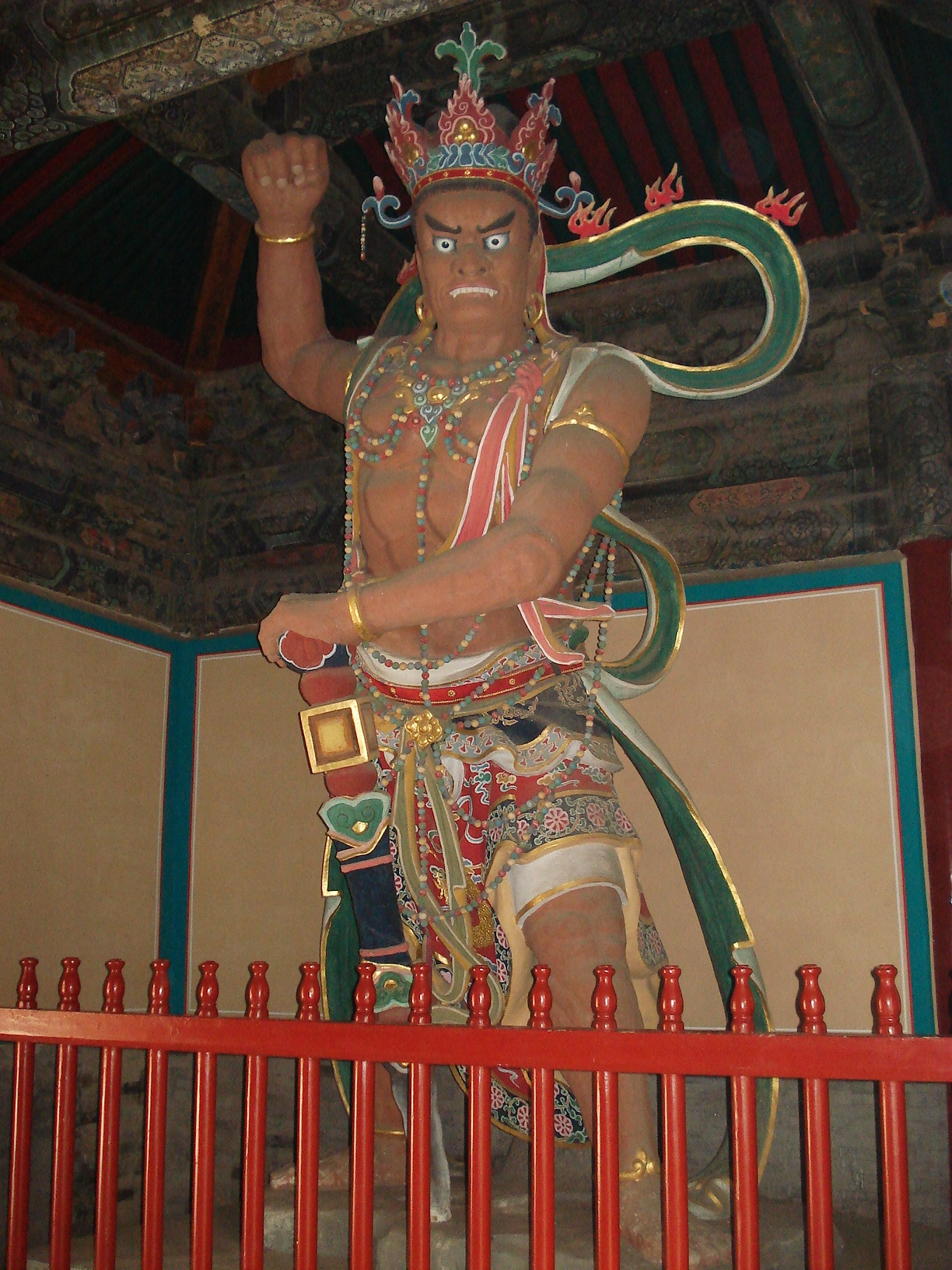
山门殿内的密迹金刚力士（俗称“哼将”）
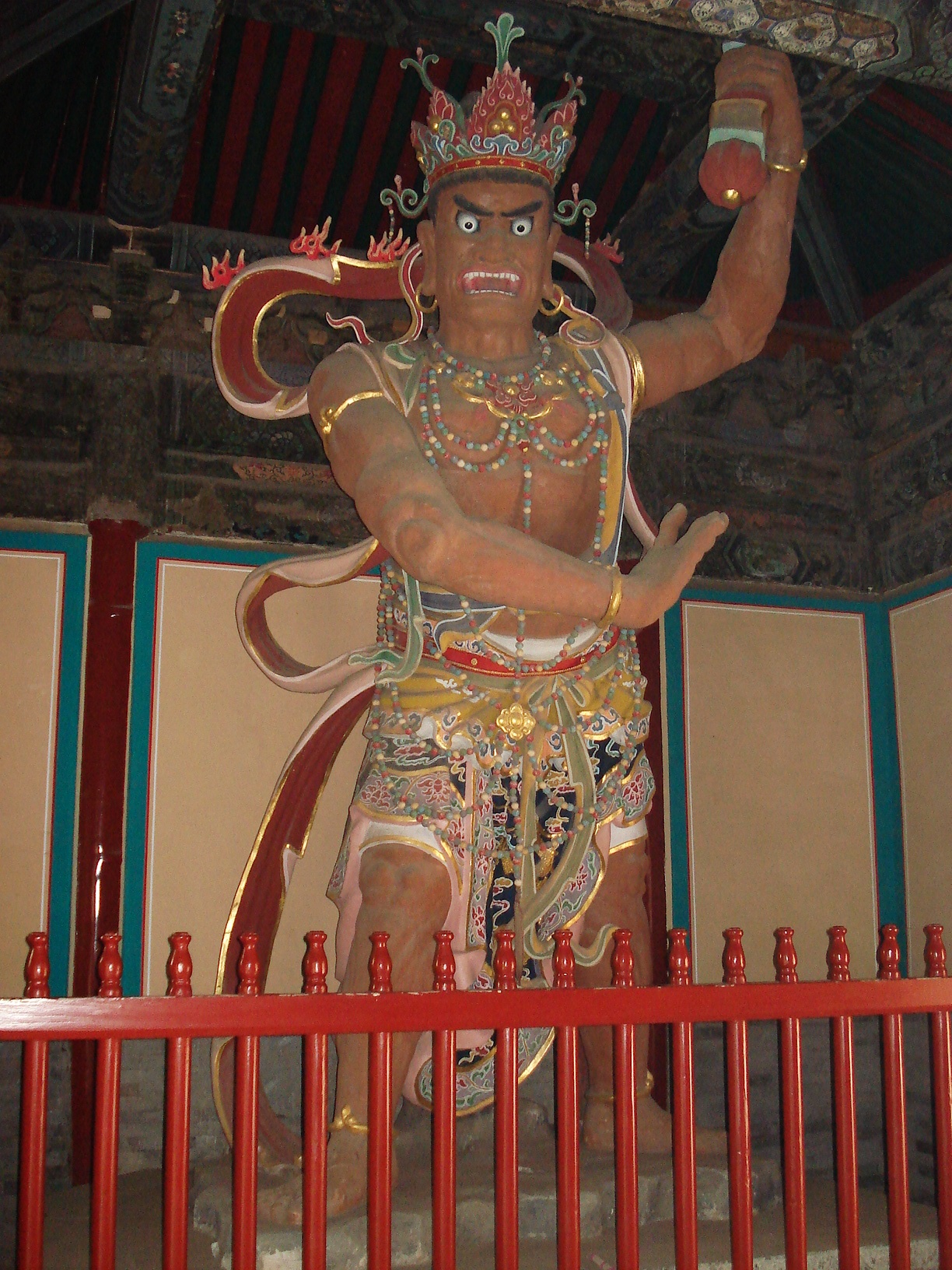
山门殿内的那罗延坚固王（俗称“哈将”）
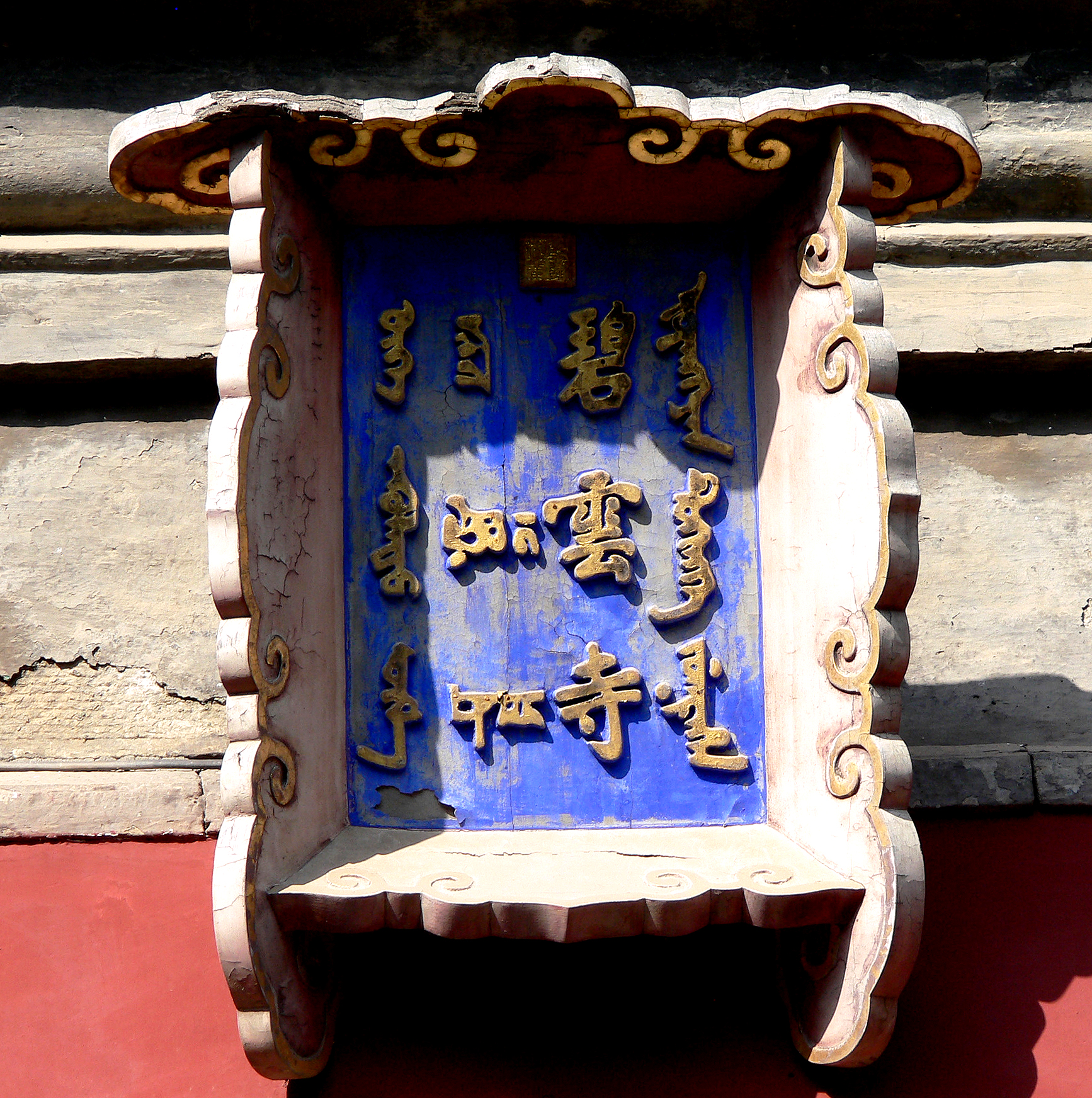
外山门上悬挂的“碧雲寺”匾额

## 建筑

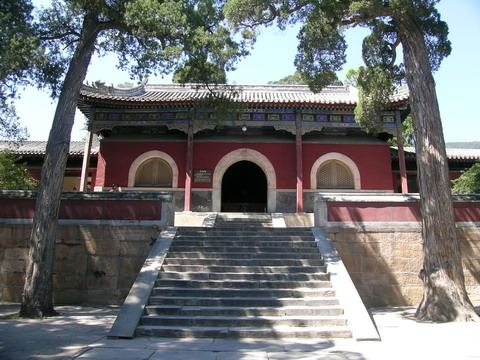
碧云寺弥勒殿

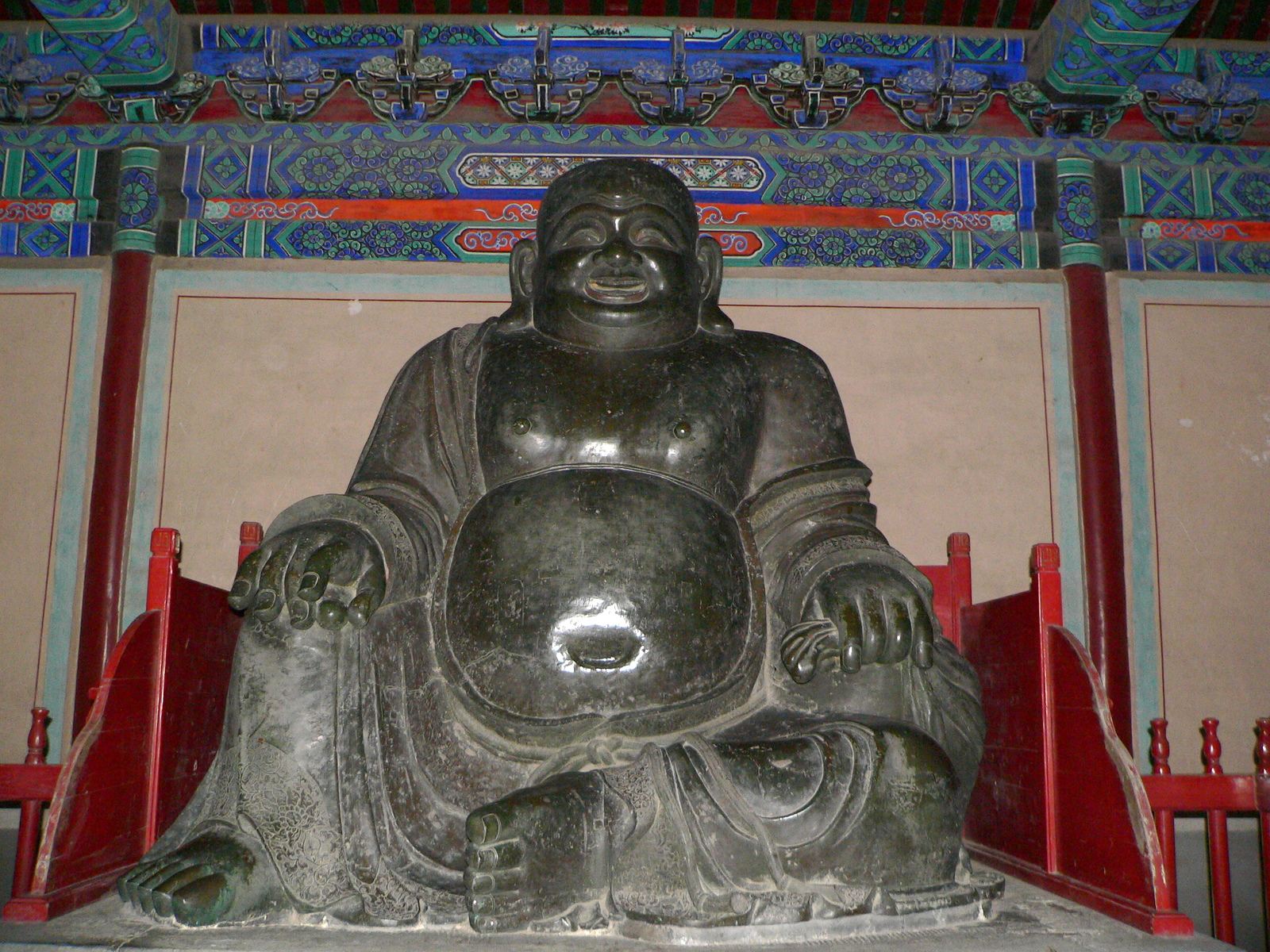
碧云寺弥勒殿内的弥勒佛（布袋和尚）

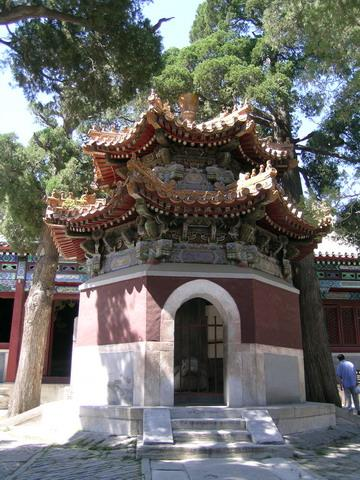
乾隆御制重修碧云寺碑亭

碧云寺依山而建，坐西朝东，占地面积4万多平方米。主体建筑为从东南向西北的中轴线上的六进院落，依山势层层上升，其南北各有一组院落作为附属建筑。主要建筑有外山门、山门殿（内山门）、弥勒殿（天王殿）、大雄宝殿、孙中山纪念堂、罗汉堂、金刚宝座塔等。

### 中路
- 寺门：位于香山公园内北部，香山公园北门内，坐北朝南。碧云寺有院墙包围，该门开在院墙上。
- 石桥：外山门前的台阶下有石桥一座，横跨在河道上。石桥前立两尊石狮子，雕琢精细，形像威猛，据说是明朝雕刻。[1]
- 外山门：面阔三间，明间开券门洞，两次间各开一券顶窗，窗扇是三交六椀菱花图案。门上挂有蓝底金字匾，上用满、汉、藏、蒙四种文字书写“碧云寺”，为乾隆帝御笔。外山门东西两侧各有一座二层楼，一层和外山门的台基部分高度基本相当，南侧开有拱形门，二层和外山门的高度类似，南侧开有拱形窗。
- 山门殿（内山门）：建于明朝，面阔三间，单檐灰瓦歇山顶，雅伍墨旋子彩画，明间开券门洞，两次间各开一券顶窗，券脸刻有回云纹。殿内两侧是两尊金刚力士泥塑像，俗称哼哈二将，文化大革命期间塑像被毁，现在的两尊塑像是1992年重塑，高4.8米，头戴宝冠，手执金刚杵，右像（东像）忿颜闭口为“哼”，左像（西像）怒颜张口为“哈”。山门殿两侧各开一小门，单檐硬山顶。
- 弥勒殿（天王殿）：建于明朝，面阔三间，单檐歇山顶，柱子未包入墙中。殿内正中供奉铜制弥勒佛，高2.5米，采用五代时期布袋和尚的造型，为明代造像。原来殿内两侧有四大天王像，毁于北洋政府时期。
  - 钟楼、鼓楼：弥勒殿前左右两侧有钟楼、鼓楼，均为二层。
- 大雄宝殿（能仁寂照）：建于明朝，面阔三间，开有隔扇门和窗。门上悬挂“能仁寂照”匾额。现在的大雄宝殿内部陈设是1995年恢复的，殿内正中为释迦牟尼说法像，其左右两侧是阿难、迦叶，左右胁侍文殊菩萨、普贤菩萨面朝中央；殿内两侧有十八罗汉像及悬山云海，悬山云海中有《西游记》中的神怪形象；释迦牟尼说法像的背面有海岛观音塑像，面朝北，两侧是善财、龙女。
  - 经幢：大雄宝殿前两侧各竖一座六棱经幢，经幢前面是放生池。
  - 放生池：位于弥勒殿和大雄宝殿之间，池上有一座雕栏石桥。
- 乾隆御制重修碧云寺碑亭：建于清朝乾隆十四年（1749年），重檐八角攒尖顶，顶覆黄琉璃瓦，上下檐饰斗拱，红墙红柱，二龙戏珠彩画。亭内为乾隆御制重修碧云寺碑文，碑身两侧雕刻缠枝莲纹，中央是乾隆帝用满、汉文书写的《御制重修碧云寺碑文》，记述了碧云寺历史沿革及规模，碑身下有龟趺海墁。碑亭前的御路上有一块陛石，装饰图案以凤为主，有鹤、蝙蝠等图案，但无龙。
- 菩萨殿（静演三车）：建于明朝，面阔五间，中三间开隔扇门，两梢间开隔扇窗，隔扇图案都是三交六椀菱花图案，上朱色漆。喜相逢旋子彩画，卷草纹雀替。殿前设有走廊，檐柱为四方柱。廊内正檐下悬挂乾隆帝御笔“静演三车”匾额。菩萨殿内原有明代的5尊菩萨像，后来被毁，现在的是1995年重塑，自左至右依次为大势至菩萨（骑麒麟）、文殊菩萨（骑青狮）、观音菩萨（骑朝天吼）、普贤菩萨（骑白象）、地藏菩萨（骑谛听）。菩萨殿内两侧塑有二十四诸天像和福、碌、寿、喜四星像及悬山云海，悬山云海中有佛教故事雕塑。

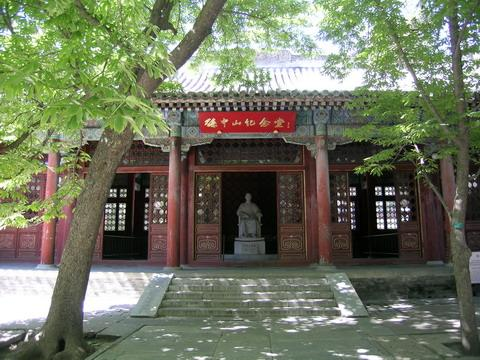
孙中山纪念堂

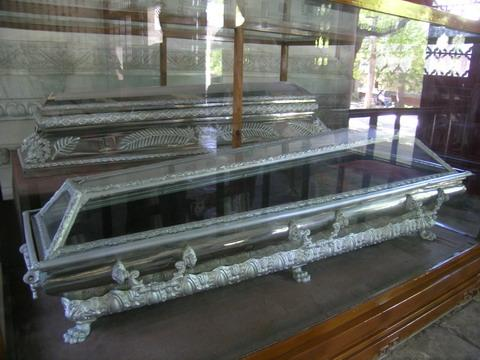
孙中山纪念堂内苏联政府赠送的玻璃盖钢棺

- 孙中山纪念堂（普明妙觉殿）：原为普明妙觉殿，位于寺院的中心。1925年3月孙中山逝世后曾停灵于该殿，4月2日移至该寺金刚宝座塔石券门内暂厝，直到1929年5月中山陵落成后，其遗体被移往南京紫金山。1929年5月23日到25日，普明妙觉殿内设置灵堂，举行三天公祭，宋庆龄及其亲属在这里致祭。为纪念孙中山先生遗体暂厝之地，当时的南京国民政府在普明妙觉殿立“总理纪念堂”，在金刚宝座塔石券门内立“总理衣冠塚”。普明妙觉殿於1954年进行过大修，并更名为“孙中山纪念堂”，由宋庆龄手书该堂名，制成红底金字木横匾，悬挂於正厅门上。正厅内中央是孙中山半身塑像，左右两侧的墙上镶嵌有《孙中山致苏联遗书》汉白玉雕刻。右侧还放置着1925年3月30日苏联政府送来的玻璃盖钢棺，因孙中山已入殓，未使用。左侧陈列有孙中山生前的遗著和遗墨。
  - 南廊房、北廊房：正厅两侧有廊房连接厢房，现为《孙中山与碧云寺》展览室，分别为第一展室、第二展室。经过对展览内容升级改造后，《孙中山与碧云寺》展览在2011年9月12日重新对游客开放。[7]展览分为“求学立志”、“致力革命”、“推翻帝制”、“创建民国”、“讨袁护法”、“伟大转折”6个部分。
  - 宋庆龄守灵休息室（北厢房）：2011年9月28日，位于孙中山纪念堂正厅右侧的“宋庆龄守灵休息室”开放，这是1929年以来首次对游客开放。[8]
  - 南厢房

### 南路
- 禅堂院：位于大雄宝殿前院落的南侧。院门和弥勒殿平齐，为院墙上开的方门。门内有正房及厢房。禅堂院是明清时期僧人坐禅上课的场所，后一直封闭未开放。2006年香山红叶节期间首次开放，举办《千年香山》历史展，分四个展室，陈列香山历史图片和文物。[9]
- 罗汉堂：位于孙中山纪念堂的南跨院，建于清朝乾隆十三年（1748年），仿杭州净慈寺而建，平面呈“田”字形，每面9间，中间形成4个小天井。堂内有500尊木质金漆罗汉，每尊高约1.5米，神态各异，造型生动。此外，中心是横三世佛，东、西、南、北各门口分塑有护法神韦驮天、地藏王、接引佛和瘋和尚。在北面屋梁上还蹲坐著济公，传说济公因为替人打抱不平而迟到，所以没了座位，就爬上屋梁蹲坐在上面。关于罗汉堂中的五百罗汉还有许多传说，其中第295尊暗夜多罗汉和第360尊直福多罗汉传说是康熙帝和乾隆帝。在罗汉堂前有一抱厦，内有四大天王塑像。[1]

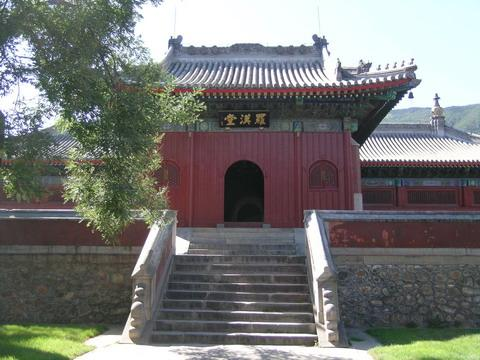
罗汉堂
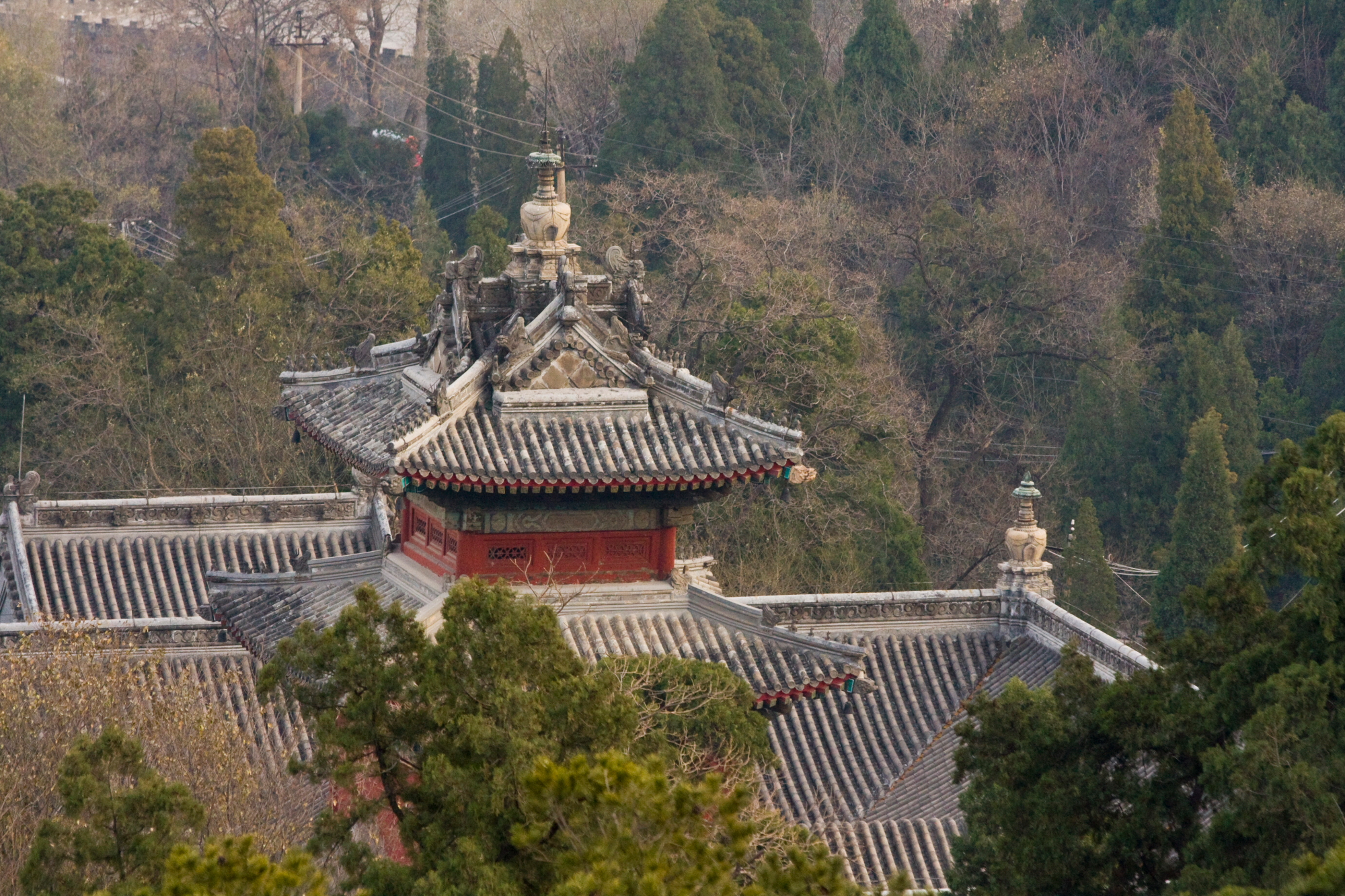
罗汉堂
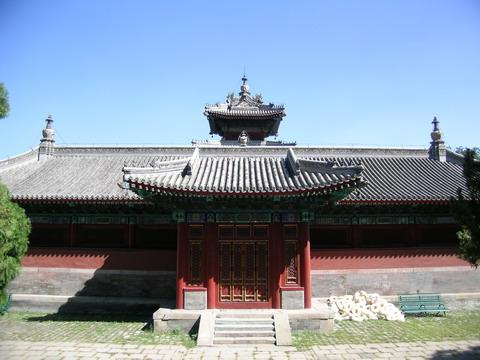
罗汉堂
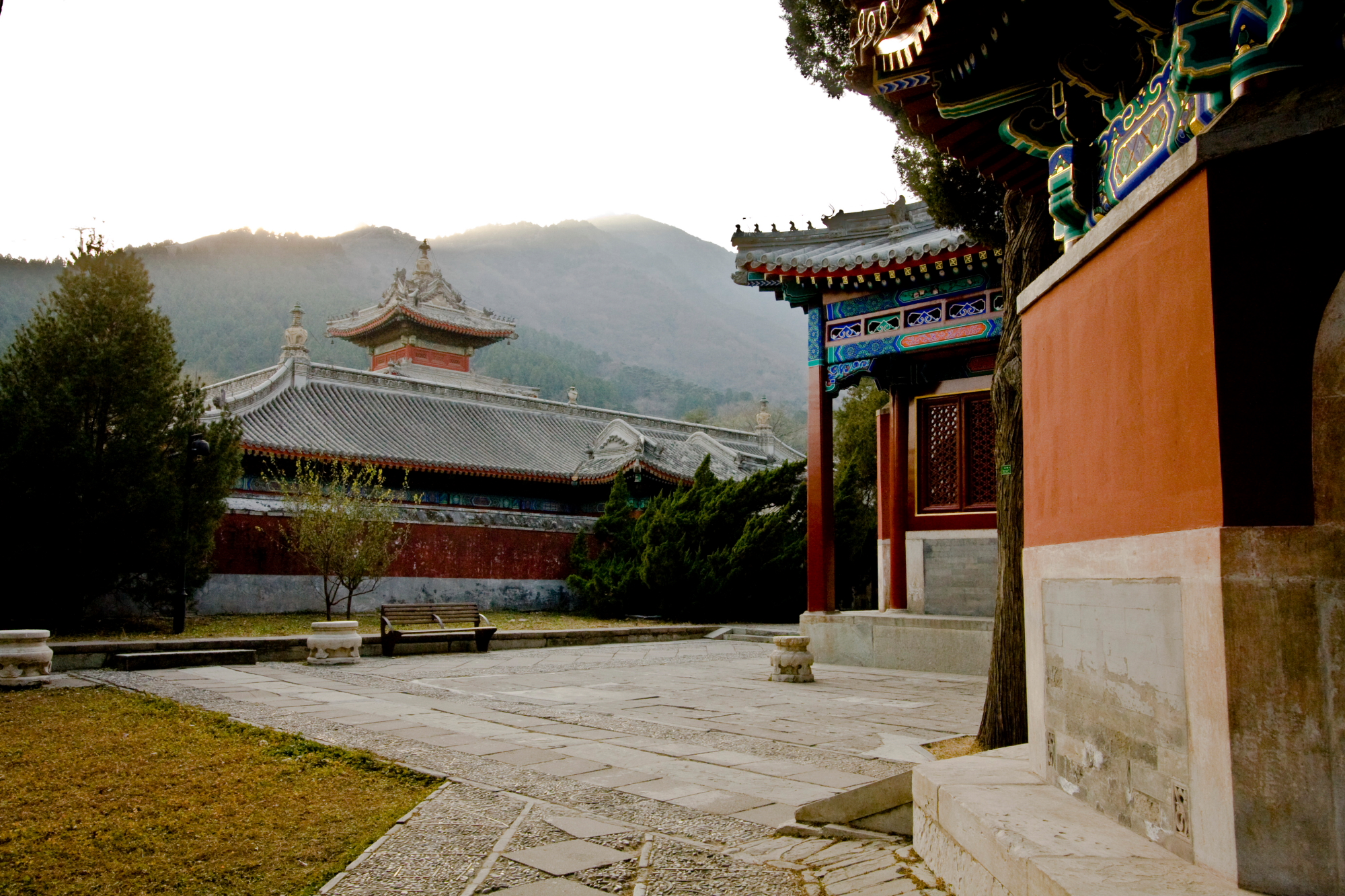
从乾隆御制重修碧云寺碑亭前遥望罗汉堂

### 北路
- 含青斋：原名涵碧斋，位于大雄宝殿北侧，建于清朝乾隆十三年（1748年），原为皇帝大臣休息之所，是行宫的第二组建筑。院门开在弥勒殿北侧靠西，为院墙上开的一个月亮门。含青斋共有前后两个院落，第一进正房三间，第二进正房五间。院内叠石为池，景致秀雅，有“云容水态”之称。含青斋是西山会议会址。1925年11月，邹鲁、谢持、张继等十多人反对孙中山的政策，擅自召开中国国民党一届四中全会，即西山会议。[10]
- 水泉院：位于孙中山纪念堂北侧石阶下。院门开在含青斋西侧，为院墙上开的一个月亮门。院内松柏参天。
  - 三代树：院内东部有一棵“三代树”，位于院门内道路北侧。前两代古柏均已枯死，树中心生长出第三代银杏。
  - 石桥：位于三代树西侧。
  - 沼堂：位于石桥西侧，为主体建筑，四面环水，已毁，仅存地基。
  - 洗心亭：位于石桥南侧的假山上，1980年代重建。
  - 三仙洞：位于洗心亭以西，石壁下临水池有一洞，洞内左右又各套一洞，故称“三仙洞”，洞内供奉三仙。洞外有廊亭，挂匾“清净心”。
  - 石台：位于敞厅以西，是一座高台。
  - 卓锡泉：南侧岩壁下一泉为“卓锡”泉，有泉水从石壁隙中流出，潺潺有声，原是皇家的“听水佳处”，明朝时即在北京城闻名。
  - （某建筑）：位于小庙前的池塘前，已毁，仅存地基。
  - 小庙：位于最西端的假山上，庙前假山下为一池塘。[1][10][11]

### 塔院

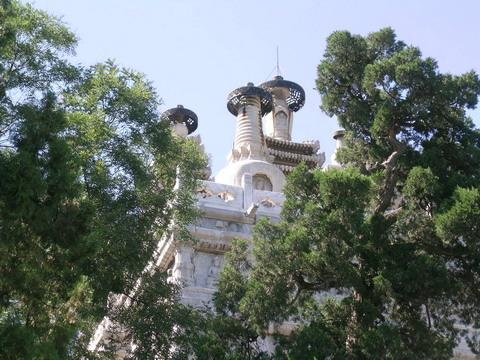
碧云寺金刚宝座塔

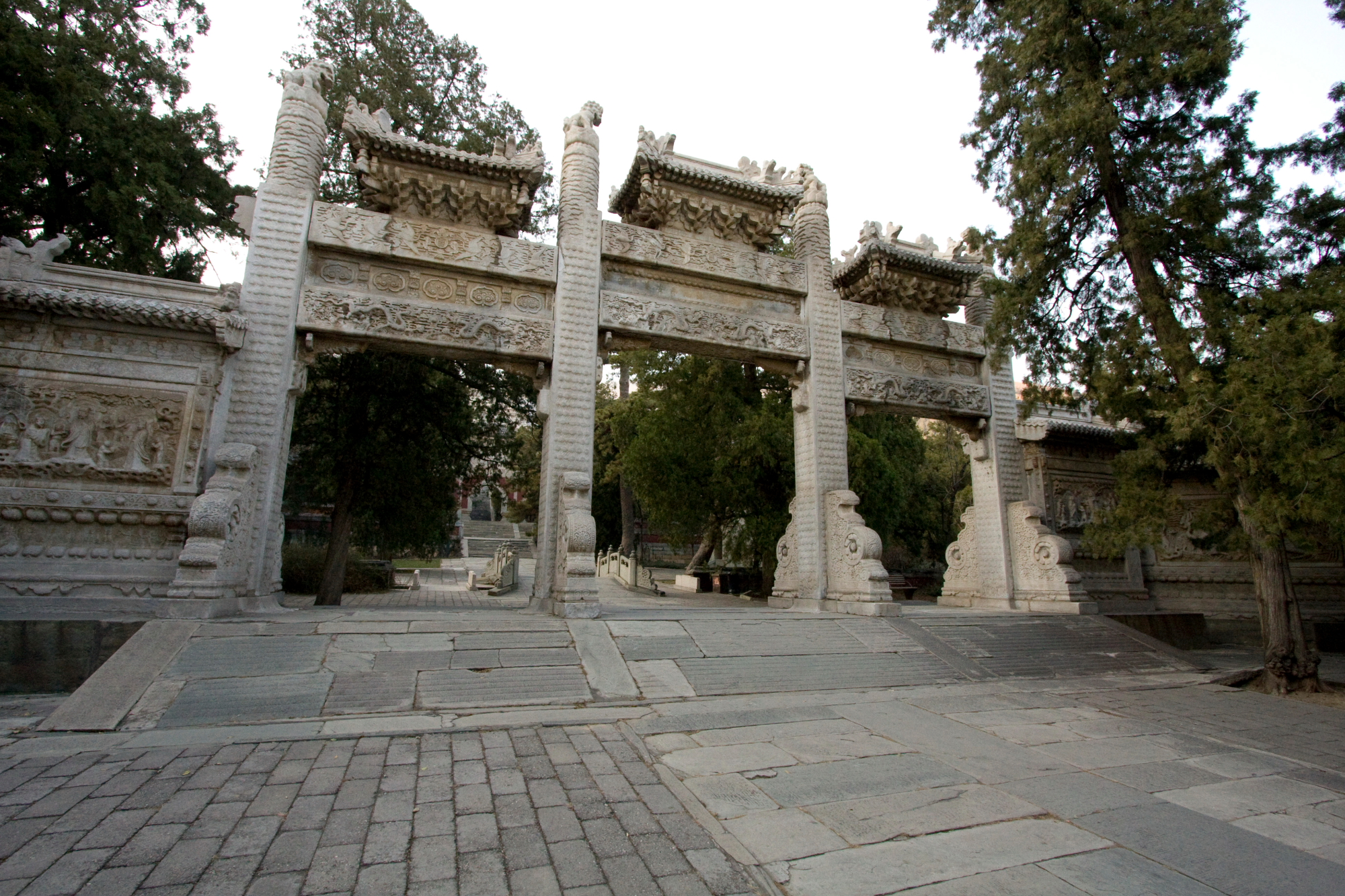
石牌坊

塔院是位于碧云寺中轴线最西部的院落，其内的金刚宝座塔位居全寺最高处，登塔可俯瞰山下的景色。金刚宝座塔前的建筑有：
- 木牌坊：位于孙中山纪念堂以西，单间。牌坊前两侧各有台阶通向下方一小平台，小平台前方又有一段台阶。木牌坊的立柱两侧有抱鼓石，枋无名匾，金龙和玺彩画。木牌坊两侧各有一砖照壁，砖雕精美，中心盒子雕三条游龙，四个岔角各雕一龙。
- 石牌坊：位于木牌坊后面，是一座汉白玉的冲天石牌坊，四柱三间，仿木结构，单檐歇山顶。上枋刻飞鹤，下枋刻游龙，雕刻精美。石牌坊的匾额刻有“西方极乐世界阿弥陀佛安养道场”。石牌坊两侧有石雕八字照壁，共四面。其中两面与牌坊平齐，背面为雄狮，正面雕有八个中国历史人物浮雕，人物上方刻有题名：南侧照壁正面为蔺相如为节，李密为孝，诸葛孔明为忠，陶渊明为廉，正面小额枋刻有“精诚贯日”；北侧照壁正面为狄仁杰为孝，文天祥为忠，赵壁为廉，谢玄为节，正面小额枋刻有“节义凌霄”。另外两面向前斜伸为八字，正面为麒麟，背面为八仙（每面四位）。
- 石桥：位于石牌坊后面，横跨在河道上。
- 乾隆御制金刚宝座塔碑亭：石桥及河道后面有两座御制碑亭，建于清朝乾隆十三年（1748年），南北各一座。八角重檐，上檐为圆攒尖顶，檐下装饰石雕斗拱。亭内为穹窿顶，顶部有龙头藻井。亭内有《御制金刚宝座塔碑》，左亭内为满文、蒙古文，右亭内为汉文、藏文，碑文介绍了金刚宝座塔的由来。
- 砖牌坊：碑亭后面是一座砖砌的牌坊，再后面就是金刚宝座塔。砖牌坊前有一对石狮。砖牌坊三间七楼（一主楼，两夹楼，四次楼），三券门洞，券脸及上下枋无饰纹，坊额无匾。
- 纪念树：2006年4月15日连战前来碧云寺拜祭孙中山先生衣冠塚时所植白皮松一株。
- 孙中山画像纪念碑：1983年，将颐和园东门外因拓宽马路而弃置路旁的孙中山画像纪念碑，迁建到金刚宝座塔前的空地上。

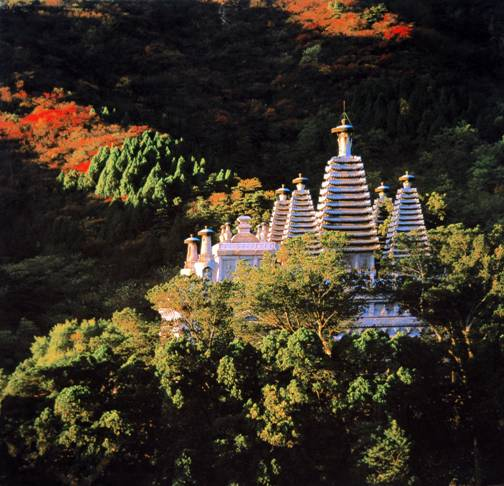
碧云寺金刚宝座塔

金刚宝座塔与真觉寺金刚宝座塔的形制相似，在建筑规模上超过了真觉寺的金刚宝座塔，此塔通高34.7米，是中国现存最高、最大的金刚宝座式塔。
塔的基座宏伟，分为五层，雕有弥勒佛像、天王像、龙凤、云纹、狮象等，这在其他塔上并不多见。朝东的方向开有拱券式门，上额嵌有乾隆帝御题横匾“灯在菩提”，券脸两侧雕有佛像和兽头形纹饰，券门内墙正中嵌有一块上刻“孙中山先生衣冠塚”。1925年3月12日孙中山在北京病故后曾停灵在碧云寺，其移灵时更换出的衣帽被放回到原殓的楠木棺中并封葬在石龛下，供后人凭吊。基座的南面和北面各凹进一段，凹处刻有药师佛像。

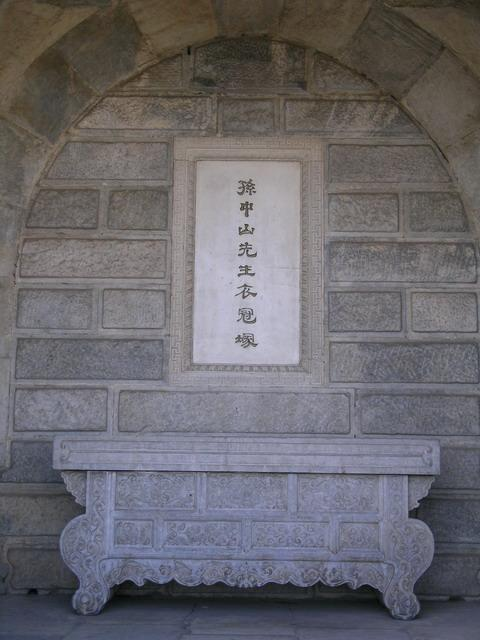
孙中山先生衣冠塚

券门两侧开有楼梯，可以顺此登上塔台，出口处有一座方形汉白玉罩亭，东面开有券门，内设石供桌，券门上刻有“现舍利光”，门边有西番缠枝花高浮雕。罩亭顶上有护栏，中间有一座窣堵波式塔，四角各立一座汉白玉覆钵式塔，形成了一座小的金刚宝座塔，这种样式在中国是独一无二的。在罩亭的后方立有五座方形密檐式塔，均为13层，中间的一座塔身最大。塔身的每个面都雕着三阁佛龛，翻看立有高浮雕的佛像、菩萨像、罗汉像，雕像生动优美。塔檐仿木结构，每层角的脊上雕雄狮和麒麟，以前檐角还挂有铜铃，现在已经都没有了。在罩亭东向两侧各建一座覆钵式塔，塔身四面雕有坐式佛像，塔刹上有镂空的道教八卦符号。
在中央大塔的后面长有一棵植根于塔台上的古柏，因树干分为九枝名曰“九龙柏”。中华民国初年，孙中山至此见树枯萎，曾亲手培土扶植，1929年移灵前此树已枝繁叶茂，孔祥熙特撰写《总理亲手扶植塔顶侧柏记》以示纪念。1988年被定为一级古柏。